# جيمي كامبل (لاعب كرة قدم مواليد 1972)
جيمي كامبل (بالإنجليزية: Jamie Campbell)‏ هو لاعب كرة قدم بريطاني في مركز الدفاع، ولد في 21 أكتوبر 1972 في برمنغهام في المملكة المتحدة. لعب مع ستيفيناغ بوروه.